# Agios Therapon
Agios Therapon (griechisch Άγιος Θεράπων) ist eine Gemeinde im Bezirk Limassol in Zypern. Bei der Volkszählung im Jahr 2021 hatte sie 206 Einwohner.

## Lage und Umgebung

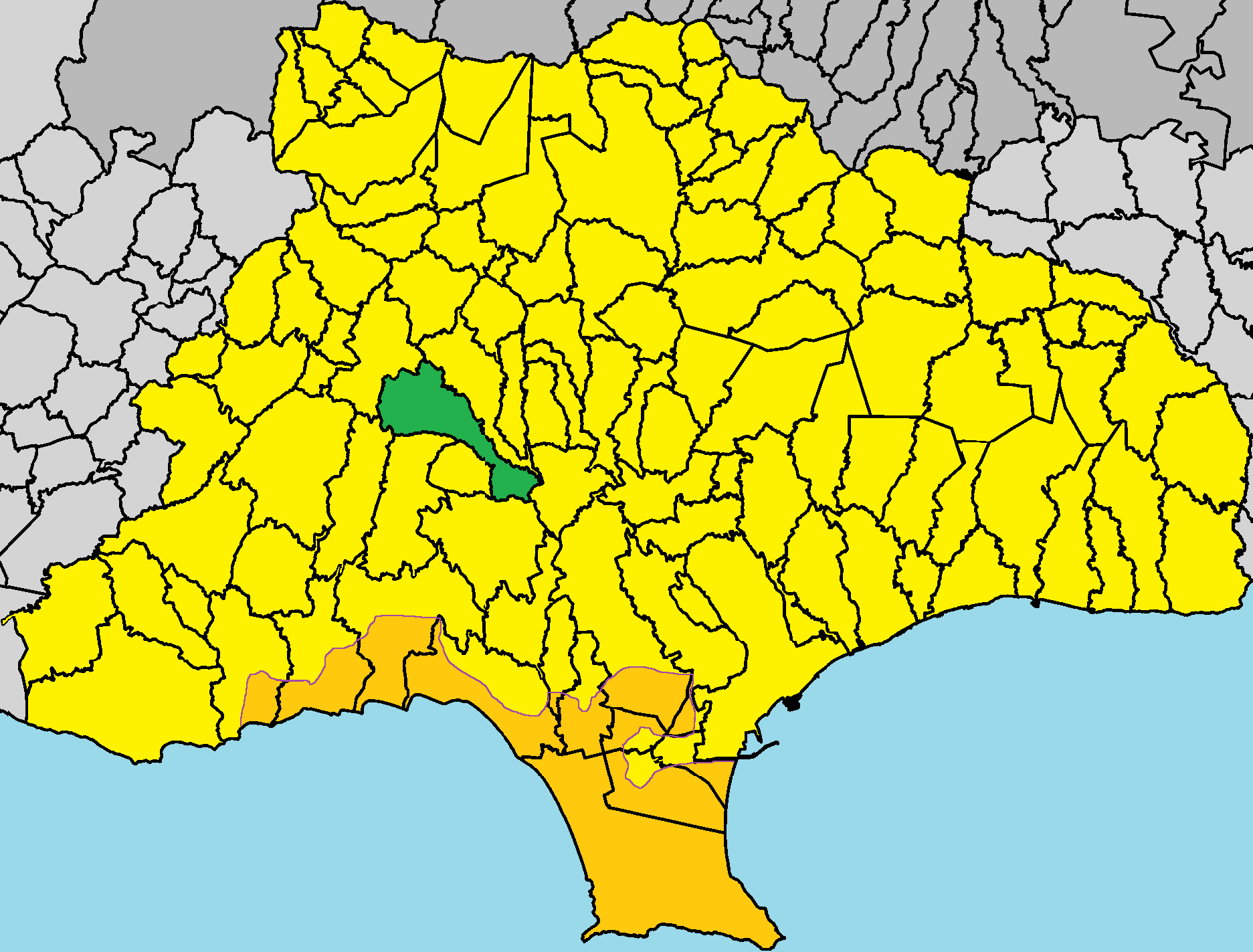
Lage im Bezirk Limassol

Agios Therapon liegt in der südlichen Mitte der Insel Zypern auf 570 Metern Höhe, etwa 60 km südwestlich der Hauptstadt Nikosia, 19 km nordwestlich von Limassol und 36 km östlich von Paphos.
Der Ort befindet sich etwa 14 km vom Mittelmeer entfernt im Inselinneren in den südlichen Ausläufern des Troodos-Gebirges. Er liegt auf einem Bergrücken östlich des Flusses Krios.
Orte in der Umgebung sind Vouni im Norden, Lofou im Nordosten, Alassa im Südosten, Souni-Zanakia ebenfalls im Südosten, Pano Kivides und Agios Amvrosios im Süden, Pachna im Südwesten sowie Kissousa und Potamiou im Westen.

## Bevölkerungsentwicklung
Die folgende Tabelle zeigt die Bevölkerung des Dorfes, wie sie in den in Zypern durchgeführten Volkszählungen erfasst wurde.
| Jahr      | 1881 | 1891 | 1901 | 1911 | 1921 | 1931 | 1946 | 1960 | 1976 | 1982 | 1992 | 2001 | 2011 | 2021 |
| Einwohner | 243  | 262  | 296  | 370  | 406  | 503  | 530  | 520  | 386  | 304  | 172  | 152  | 125  | 206  |